# Reuben Sallmander
Reuben Robert Joakim Sallmander (født 11. februar 1966 i Stockholm) er en svensk skuespiller og sanger. Han har blandt andet medvirket i tv-serier som Tre kronor, Skærgårdsdoktoren, Maria Wern, Ægte mennesker og Broen. Han har også optrådt i to film baseret på Millennium-serien af Stieg Larsson.
Sallmander er uddannet fra Teaterhögskolan i Stockholm.

## Udvalgt filmografi
- Skytsenglen (1990)
- Den ufrivillige golfspiller (1991)
- Den demokratiske terrorist (1992)
- Tre kronor (tv-serie, 1996)
- 9 millimeter (1997)
- Skærgårdsdoktoren (tv-serie, 1997)
- Evert (2001)
- Taurus (tv-serie, 2002)
- Irene Huss (tv-serie, 2007-2011)
- Uskyldigt dømt (tv-serie, 2008)
- Höök (tv-serie, 2008)
- Mænd der hader kvinder (2009)
- Johan Falk 1: GSI - Gruppen for særlige indsatsområder (2009)
- Pigen der legede med ilden (2009)
- Wallander (tv-serie, 2009)
- Maria Wern (tv-serie, 2011-2012)
- Ægte mennesker (tv-serie, 2012)
- Hamilton 2 - Men ikke hvis det gælder din datter (2012)
- The escape (kortfilm, 2015)
- Broen (tv-serie, 2015)
- Senses (kortfilm, 2016)
- Quicksand - størst af alt (tv-serie, 2019)
- The playlist (tv-serie, 2022)
- Flykten till Östermalm (tv-serie, 2023-2024)